# Lara Croft Tomb Raider: The Cradle of Life
Lara Croft Tomb Raider: The Cradle of Life (literalment en català "Lara Croft Tomb Raider: El bressol de la vida") és una pel·lícula d'aventures del 2003 dirigida per Jan de Bont i protagonitzada per Angelina Jolie.

## Sinopsi
Els convidats a un casament es diverteixen a l'illa grega de Santorini quan de sobte es produeix un terratrèmol, que desenterra l'existència d'un temple submarí construït per Alexandre el Gran per guardar els seus tresors més preuats. La Lara Croft (Angelina Jolie) es desplaça a l'illa i després de demostrar la seva perícia amb les motos aquàtiques troba un orbe brillant al temple. Poc després d'agafar l'esfera, un grup d'assassins encapçalats per Chen Lo (Simon Yam) maten els companys de la Croft i l'hi treuen.
El M16 britànic contacta amb la Lara per informar-li que l'expert en armes biològiques Jonathan Reiss (Ciaran Hinds) vol l'esfera atès que conté un mapa que assenyala el lloc on hi ha la Capsa de Pandora, un objecte llegendari que conté totes les plagues del món, i de les intencions d'en Chen Lo de vendre-l'hi.
La Lara accepta aturar en Reiss, però amb la condició que intercedeixin per alliberar el seu antic amic Terry Sheridan (Gerard Butler), un militar que esdevingué mercenari i ara està presoner a Sibèria. En Terry, a més a més, té coneixements sobre l'organització criminal d'en Chen Lo.